# Evangelický hřbitov v Křížlicích
Evangelický hřbitov v Křížlicích se nachází v obci Jestřabí v Krkonoších v místní části Křížlice u evangelického kostela. Od roku 2019 je chráněn jako kulturní památka v rámci soboru staveb evangelického sboru, v jehož je vlastnictví. Rozloha hřbitova činí přes 1 500 m².
Evangelický hřbitov vznikl v Křížlicích v souvislosti s postavením původní toleranční modlitebny výše nad vesnicí v roce 1786.
Hřbitov s márnicí a oplocením se dvěma branami je situovaný na pozemcích obdélníkového tvaru kolem kostela. Z řady dochovaných náhrobků patří z hlediska kulturně-historického k nejzajímavějším náhrobek rodiny Nechanické a Kobrovy se sochami anděla a plačky, která je dílem Antonína Suchardy, či náhrobek pastorské rodiny Molnárů se sochou Krista s křížem.

## Galerie

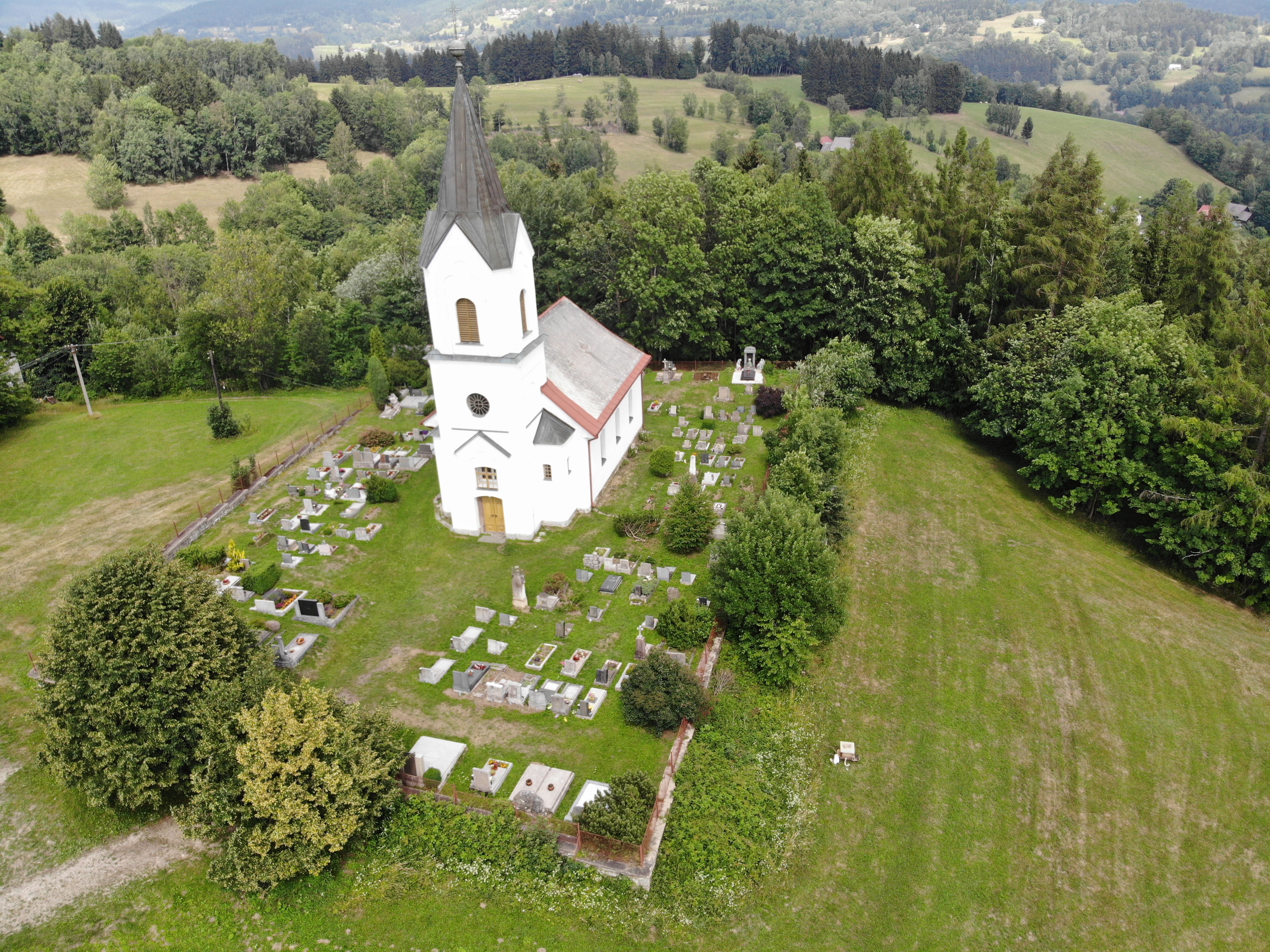
Letecký pohled na areál hřbitova s kostelem
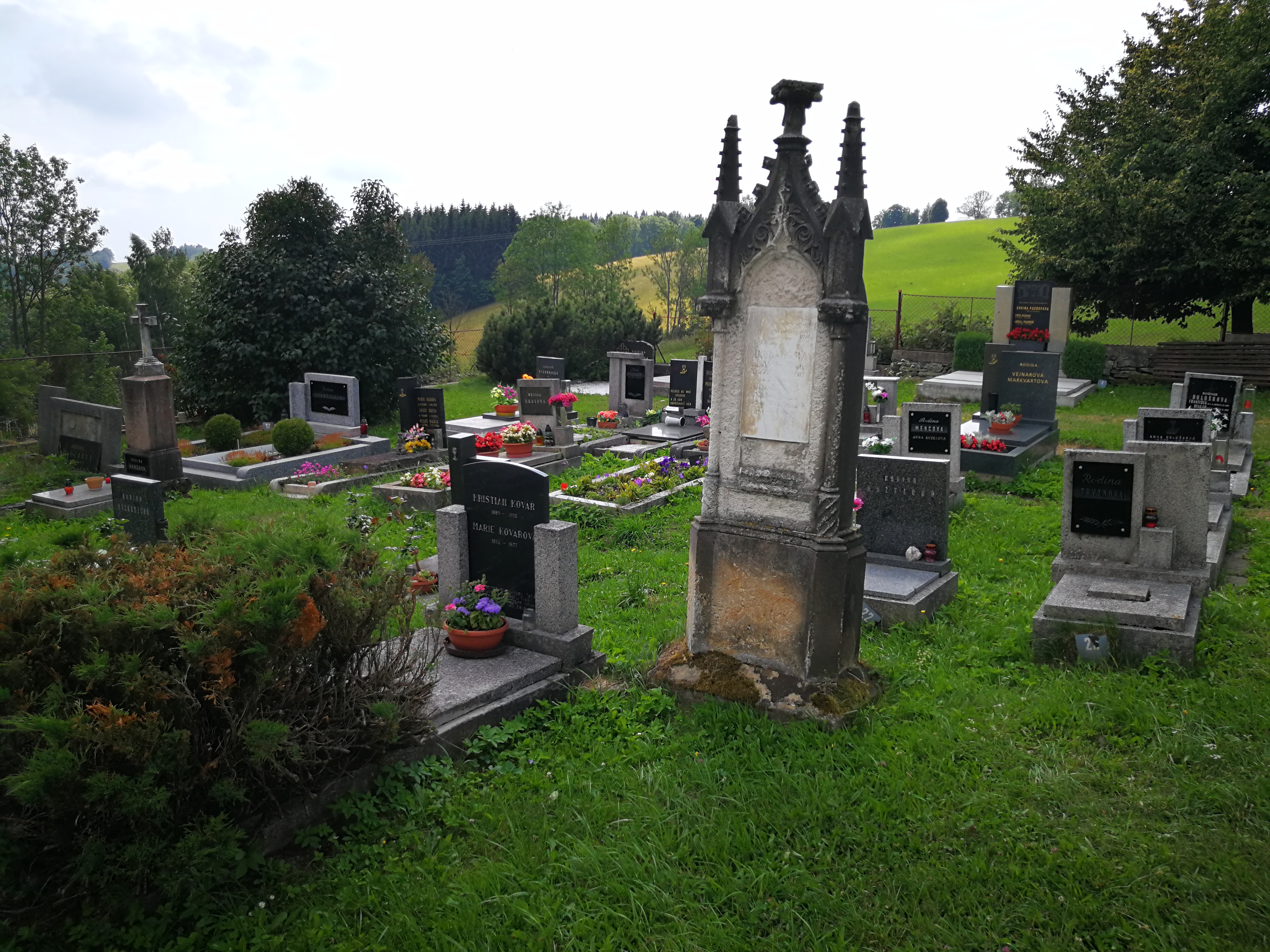
Náhrobky, v popředí novogotický náhrobek rolníka Jakuba Kučery
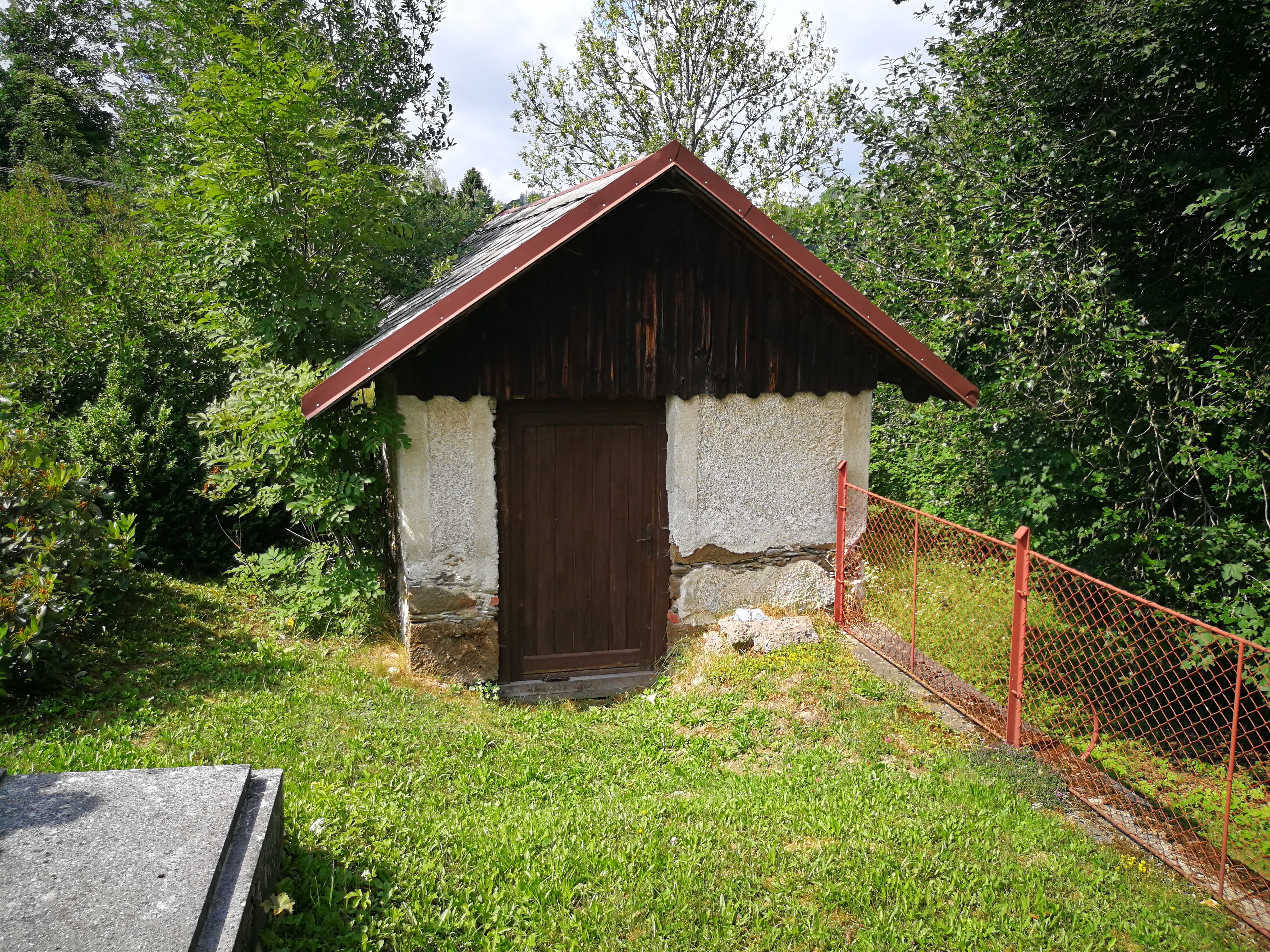
Hřbitovní márnice
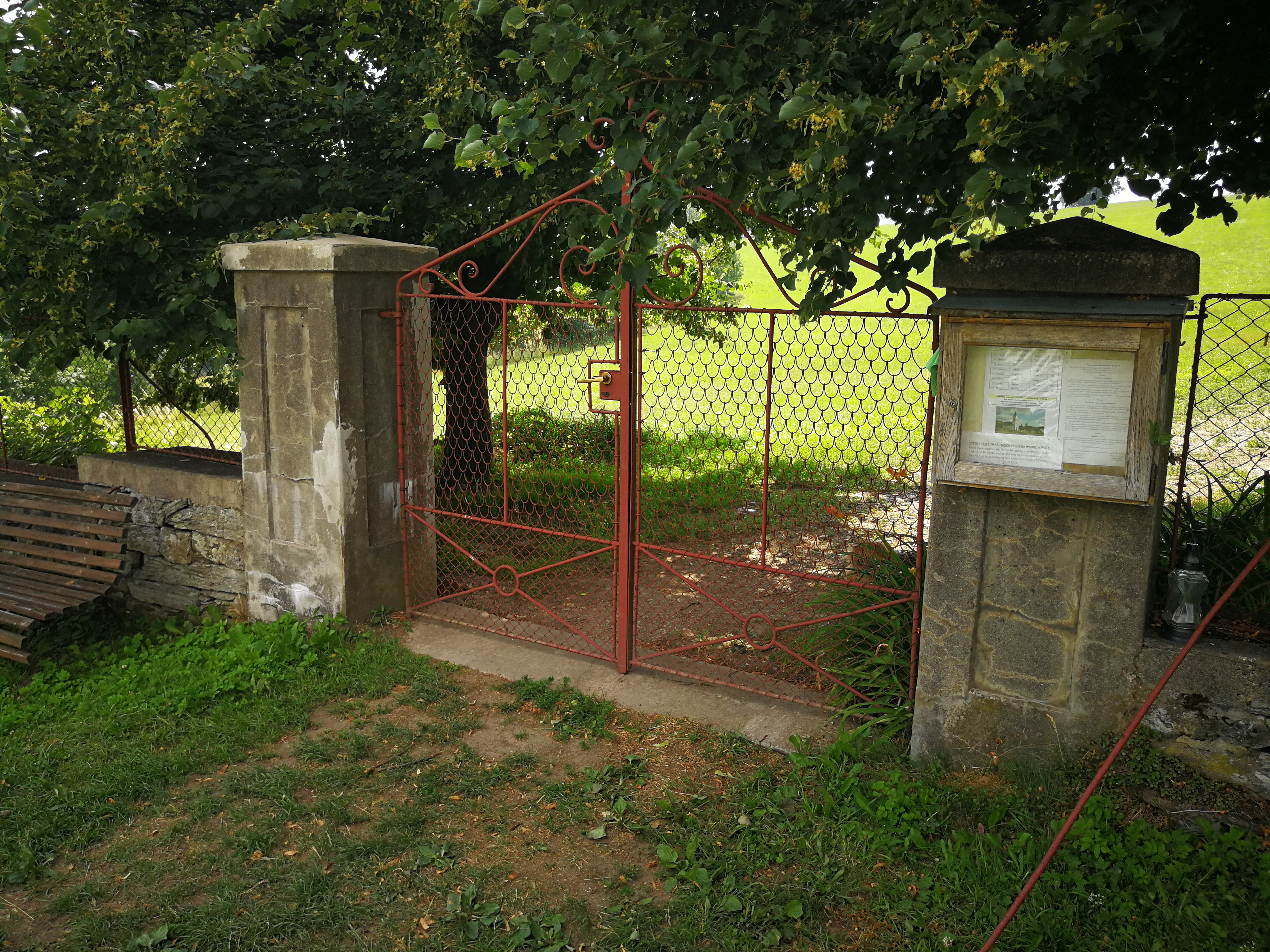
Horní brána hřbitova